# ブノワ・ペータース

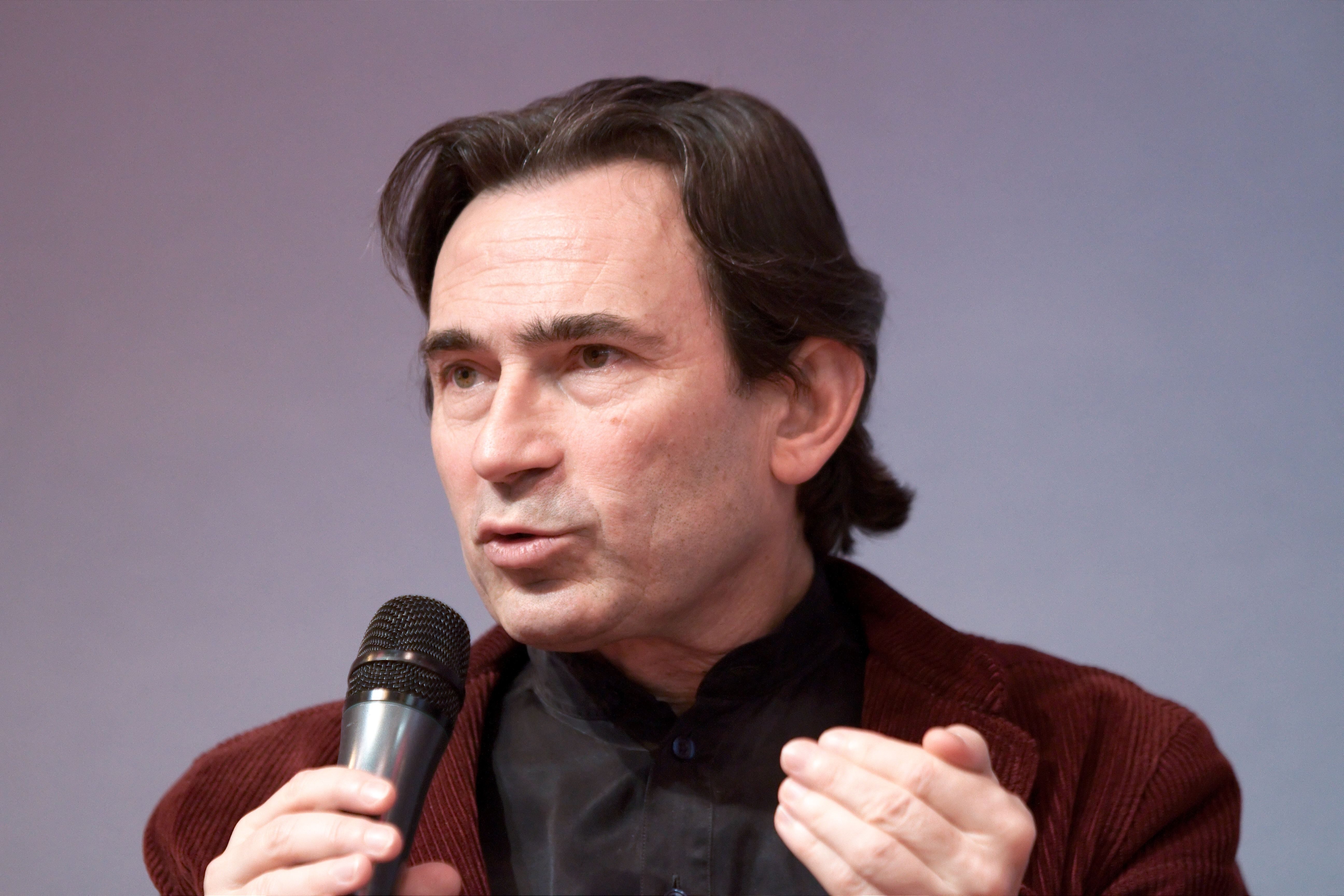
ブノワ・ペータース、2010年

ブノワ・ペータース（Benoît Peeters、1956年 - )は、漫画原作者、小説家、批評家。フランス、パリに生まれ、ベルギーのブリュッセルで少年時代を過ごした。ソルボンヌ大学で哲学の学位を取ったのち、社会科学高等研究院にてロラン・バルトの指導のもと『タンタンの冒険』を主題とした博士論文を執筆。それに平行して小説執筆を進め、『Omnibus』（1976年）、『La Bibliothèque de Villers』（1980年）という二冊のヌーヴォー・ロマン風の作品を発表している。
彼の代表作として知られているのは、幼馴染であるベルギーの漫画家フランソワ・スクイテンの作画によるバンド・デシネ『闇の国々』シリーズである。1983年に第一作『サマリスの壁』が発表され、現在も刊行が続いている。漫画原作者としてはそのほかにフレデリック・ボワレとの共同制作『ラブホテル』(1993年),『東京は僕の庭』  (1997年)『Uターン』（同）、マリー・フランソワ・プリザールとの共同制作による「ロマン・フォト」と呼ばれる写真漫画などがある。
バンドデシネ研究家としては、これまでに『タンタンの冒険』の作者エルジェに関する研究書を3冊出しているほか、ティエリ・グルンステンとの共著によるロドルフ・テプフェールに関する研究や、『バンドデシネを読む』（1998年）などの理論的著作を発表している。
映像にも興味を持ち、これまでに三つのショートフィルムを制作しているほか、いくつかのドキュメンタリーフィルムも制作しており、『闇の国々』関連の映像作品もある。
2010年にはフランスの哲学者ジャック・デリダの初の伝記を刊行した。